# Promień jonowy
Promień jonowy – promień Van der Waalsa jonu, czyli odległość najbardziej oddalonych elektronów od jądra atomu w przypadku jonów utworzonych z jednego atomu, lub też od geometrycznego centrum jonów złożonych z większej liczby atomów.
Promienie jonowe wyznacza się na podstawie rentgenostrukturalnych pomiarów kryształów zbudowanych z jonów. Przyjmuje się tu podobną zasadę, jak w przypadku wyznaczania promieni walencyjnych atomów, uśredniając długości wiązań jonowych, jakie tworzy dany jon z różnymi przeciwjonami.
Ustalone w ten sposób promienie jonowe dają możliwość łatwego szacowania długości wiązań jonowych tworzonych przez daną parę jonów, które są po prostu sumą promieni tworzących to wiązanie jonów. Wartość tych promieni dobrze się też sprawdza w przypadku cieczy jonowych i jonów występujących w fazie gazowej.
W przypadku jonów prostych, tj. utworzonych z pojedynczych atomów, ich promień jonowy jest zazwyczaj znacząco większy lub mniejszy od promieni Van der Waalsa wyjściowych atomów. W przypadku anionów, czyli jonów naładowanych ujemnie, ich promienie jonowe są większe od promieni Van der Waalsa tworzących ich atomów, zaś w przypadku kationów jest odwrotnie. Czym większy ładunek ujemny posiada dany anion, tym jego promień jest większy, a czym większy ładunek dodatni ma kation, tym jego promień jest mniejszy.
Zjawisko to może być uzasadnione wzorem na „siłę przyciągania” elektronów przez jądra atomów. Siła ta została zdefiniowana przez Allreda i Rochowa wzorem:
{\displaystyle F={\frac {e\cdot Z}{r^{2}}},}
gdzie:
- {\displaystyle r} – odległość między elektronami walencyjnymi (tj. znajdującymi się na najbardziej zewnętrznej powłoce w atomie) a jądrem atomu, zwana też promieniem walencyjnym;
- {\displaystyle e\cdot Z} – efektywny ładunek elektronu, „odczuwany” przez jądro – wynikający z jego nominalnego ładunku e oraz całkowitego ładunku wszystkich elektronów w atomie, który ekranuje działanie jądra na elektrony walencyjne. (współczynnik Z).

Z jest silnie zależne od ogólnej liczby elektronów zlokalizowanych wokół danego atomu, zaś F jądra jest w zasadzie stałe. Stąd oderwanie jednego lub więcej elektronów z atomu (czyli utworzenie kationu) musi skutkować zmniejszeniem się promienia chmury elektronowej r, zaś przyłączenie jednego lub więcej elektronów wymusza zwiększenie tego promienia.
| atom | promień Van der Waalsa | anion       | kation      |
| H    | 1,2                    | 1,54 (H−)   | < 10−4 (H+) |
| Na   | 2,31                   | –           | 0,98 (Na+)  |
| C    | 1,85                   | 2,6 (C4−)   | –           |
| Si   | 2,0                    | 2,71 (Si4−) | 0,26 (Si4+) |